# Strasbourg Offender
Strasbourg Offender (ou Offenders) est une association de supporters du Racing Club de Strasbourg, ainsi qu'un groupuscule d'extrême droite à l'idéologie néonazie. Fondé en 2018, le groupe est actif dans la ville de Strasbourg et dans la région du Grand Est. Il est connu pour ses nombreuses actions violentes.
Ses membres sont surtout issus d'organisations d'extrême droite telles que le Groupe union défense, Bastion social, ainsi que du mouvement hooligan.

## Historique
Créé en 2018, le mouvement est en partie issu des groupuscules d'extrême droite Bastion Social et de son prédécesseur, le Groupe union défense (GUD). Certains de ses membres proviennent du milieu hooligan, et étaient auparavant affiliés au groupe de supporters « Meinau Boys ».
Le groupe compterait une cinquantaine de membres actifs, selon StreetPress.
Les Strasbourg Offenders sont aussi liés à plusieurs associations hooligans néonazies (à Nancy, Reims, Rennes, Lyon et Toulouse) ainsi que des associations politiques comme les Zouaves Paris, avant leur dissolution en 2022.
Dans le cadre de larges mesures de dissolution d'associations en France, le Strasbourg Offender est évoqué au sein du gouvernement en décembre 2023 pour une future dissolution en raison de ses actions violentes,.

## Idéologie
Le groupe se distingue notamment par ses actions néonazies, parmi lesquelles des saluts nazis, parfois effectués en public et la présence de Totenkopf et de croix gammées lors de leurs actions,.
Les Offender sont décrits par Guillaume Krempp, journaliste de Rue89 Strasbourg, comme violents, racistes, xénophobes et néonazis.

## Actions notables

### Match RCSA - Maccabi Haïfa
Le 26 juillet 2019, au lendemain d'une rencontre entre le club de Strasbourg et le club israélien Maccabi Haïfa, plusieurs membres des Offender postent des photos sur Facebook se filmant en train de brûler des écharpes du club d'Haïfa. On peut aussi les voir arborer des drapeaux et symboles nazis. Ces photos sont relayées sur les réseaux sociaux et provoquent de vives réactions. En effet, le 24 juillet, un arrêté préfectoral avait été mis en place pour encadrer les supporters israéliens afin d'éviter des « troubles graves à l'ordre public » et avait déjà suscité d'importantes réactions.

### Attaque d'une manifestation contre la loi sécurité globale
Le 28 novembre 2020, une dizaine d'individus d'ultradroite infiltrent la manifestation contre la loi « sécurité globale » et provoquent des affrontements avec des manifestants aux alentours de 15 h. Le 4 décembre, trois d'entre eux sont arrêtés et placés en garde à vue pour « violences en réunion ». Ceux-ci sont identifiés comme « membres du groupe des Offenders, […] réputé proche de la mouvance ultra-droite » par la direction départementale de la sécurité publique du Bas-Rhin,. Le 6 décembre, ils ressortent tous les trois libres de garde à vue.

### Incident de Kilstett
Le 21 novembre 2021, jour de rencontre entre le Racing Club de Strasbourg et le Stade Rennais, des rixes violentes éclatent dans la commune de Kilstett entre des membres des Strasbourg Offenders et les hooligans rémois du MesOs. Le président (LR) de la région Grand-est, Jean Rottner, décrit des « affrontements inacceptables entre groupuscules d’extrême droite et supporters » et réclame « des sanctions ». Toutefois, en l'absence de plainte, les auteurs de ces violences ne sont pas inquiétés.

### Attaque d'une conférence antifasciste
Le 25 février 2022, une vingtaine de militants d'extrême droite attaquent une conférence organisée à Strasbourg par le Collectif antifasciste 67, réunissant une centaine de personnes dans le local de la maison des syndicats. Ils tentent d'entrer dans le bâtiment mais sont repoussés par le service d'ordre (notamment la Jeune Garde Antifasciste). Une attaque d'une grande violence débute alors, plusieurs militants antifascistes étant finalement blessés,.
Des membres de la mouvance d'extrême droite locale revendiquent l'attaque, à laquelle les Offender nient cependant toute participation. Des personnes présentes sur place affirment toutefois les avoir formellement reconnus, notamment en raison de leur slogan : « RCS hooligan ».

### Combats organisés
Le groupe est également connu pour l'organisation de rixes (dits fights) avec d'autres groupuscules, notamment les Zouaves Paris, qui n'ont pas pour objectif de régler des comptes, mais de se battre « pour le plaisir ». Le 6 mars 2022, deux groupes se donnent ainsi rendez-vous à proximité de Reims pour une bagarre générale, qui fait plusieurs blessés des deux côtés. Des combats sont aussi organisés avec les membres du MesOs de Reims, des Brizak de Nancy voire d'associations étrangères telles que les Hollandais de Den Bosch ou les hooligans ukrainiens du Dynamo Kiev.

### «Patrouilles» lors de la Coupe du monde 2022
En décembre 2022, à la suite de l'accession du Maroc en demi-finale de la Coupe du monde face à la France, les militants du groupe entament des « patrouilles » dans la ville de Strasbourg, ce qui fait craindre à la police des actions violentes, notamment à l'encontre de la communauté marocaine. Des actions nationalistes et anti-immigration, qui provoquent des affrontements avec la police, ont finalement lieu à Lyon et en Corse.

## Relations avec le club
Les Offenders constituent un groupe de supporters non officiel du Racing Club de Strasbourg. Les responsables du club affirment d'abord ne pas connaître ce groupe, qui ne serait « pas une association de supporters », selon Romain Giraud, le directeur général. Il ajoute que le club s'oppose à toute « politique au stade ».
Le club n'est pas affilié à la fédération des supporters, nommée RCS, qui s'oppose à toutes les « idées extrêmes » et prône un football « populaire […] où l'on se fiche des origines ».